# 埃什农
埃什农（法語：Échenon，法語發音：[eʃ(ə)nɔ̃]）是法国科多尔省的一个市镇，位于该省东南部，属于博讷区。

## 地理
埃什农（47°6'51"N, 5°17'1"E）面积10.62 平方千米，位于法国勃艮第-弗朗什-孔泰大區科多尔省，该省份为法国中东部省份，北起奥布省，西接涅夫勒省和约讷省，南至索恩-卢瓦尔省，东南接汝拉省，东临上索恩省，东北部与上马恩省接壤。
与埃什农接壤的市镇（或旧市镇、城区）包括：特鲁昂、圣于萨日、索恩河畔圣桑福里安、索恩河畔拉佩里耶尔、莱马伊。

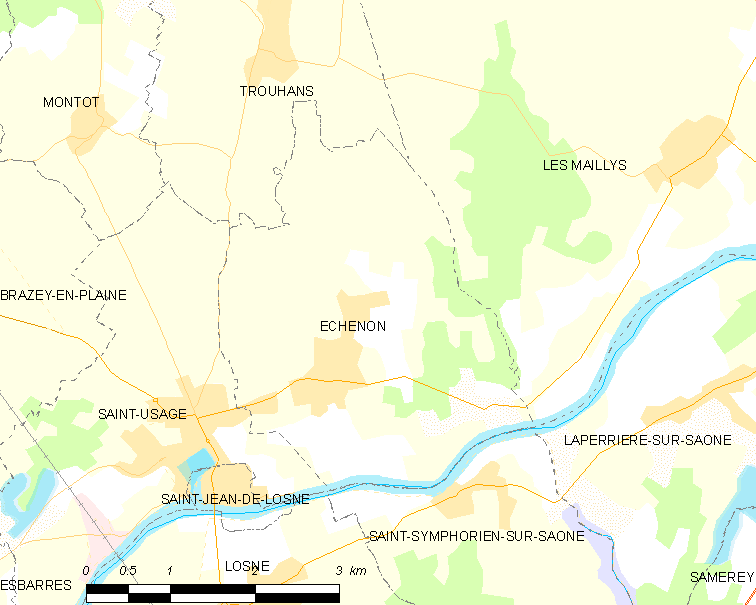
埃什农的OSM定位图

埃什农的时区为UTC+01:00、UTC+02:00（夏令时）。

## 行政
埃什农的邮政编码为21170，INSEE市镇编码为21239。

## 政治
埃什农所属的省级选区为布拉泽昂普莱讷县。

## 人口

1962-2008年间埃什农人口变化图示

埃什农于2022年1月1日时的人口数量为766人。